# Серена (роман)
«Серена» (англ. Serena) — роман американского писателя Рона Рэша, увидевший свет в 2008 году. Действие разворачивается в 1930-х годах в Северной Каролине, главные герои — супруги Джордж и Серена Пембертон, желающие расширить свой бизнес по заготовке древесины, несмотря на работу властей по созданию в регионе национального заповедника. Роман затрагивает множество социальных вопросов — прежде всего, вопросы гендерного равноправия, коррупции и произвола, — а также семейных и личностных проблем.

## Сюжет
В 1929 году молодожены Джордж и Серена Пембертон прибывают в Северную Каролину, где планируют создать свою лесозаготовительную империю. По прибытии в лагерь Джордж ввязывается в драку с Эйбом Хармоном – отцом беременной от него девушки и убивает старика. Формально он невиновен, а потому все, с чем остается Рэйчел Хармон – это отцовский нож, возвращенный ей после драки Сереной. Ребенка девушке растить приходится самой, помогать ей вызвалась лишь миссис Дженкинс, вдова одного из лесорубов, проживавшая неподалеку от ее дома.
Появление Серены становится для работников лагеря неприятным сюрпризом, ведь они не привыкли к тому, чтобы ими командовала женщина, однако ей быстро удается завоевать авторитет. Она бесстрашна и хладнокровна, образована и умна, кроме того, прекрасно разбирается в заготовке древесины; кто-то из работников лагеря ее уважает, кто-то – боится и даже демонизирует. Она легко заводит нужные знакомства и привлекает инвесторов в грандиозный проект, который даже ее мужу кажется непосильным, - заготовку древесины в Бразилии.
Джордж и Серена постепенно избавляются от всех, кто мешает их бизнесу, и старые их партнеры – Уилки и Бьюкенен, не желавшие считаться с планами Серены – оказались первыми в списке неугодных. С подобными проблемами Джордж привык разбираться сам, но со временем убийства поручаются Гэллоуэю, бывшему заключенному, работавшему в их лагере. Серена однажды спасла ему жизнь, и, следуя совету предсказавшей ему это матери, Гэллоуэй навсегда стал «верным псом» миссис Пембертон.
Спустя некоторое время Серена беременеет, но из-за халатности лагерного врача теряет и этого ребенка, и шанс когда-либо родить другого. Рэйчел Хармон к тому времени вернулась на работу в лагерь, и Серена решает ее убить. Благодаря Джоэлу Вону, школьному другу Рэйчел, и МакДауэллу, местному шерифу, девушка успевает забрать ребенка и оставить дом прежде, чем туда нагрянут Серена с Гэллоуэем. Попытка выведать, куда отправилась Рэйчел Хармон, заканчивается зверским убийством вдовы Дженкинс.
От шерифа МакДауэлла Джон Пембертон узнает о преступлении жены. Любовь, которую он испытывал к Серене, теперь потеснило желание спасти ребенка. Он по-прежнему отрицает вину Серены, однако передает шерифу деньги, с помощью которых Рэйчел потом смогла уехать в Сиэтл и начать там новую жизнь.
Когда шерифа МакДауэлла отстраняют от службы по настоянию влиятельных знакомых Джорджа, он решил, больше не может мириться с безнаказанностью Пембертонов и будет вершить правосудие сам. Устроенный им ночью пожар в доме Пембертонов оказывается опасным лишь для него самого: в камере, куда поместили МакДауэлла, его навещает Гэллоуэй. Желая уничтожить хотя бы одного из Пембертонов, бывший шериф перед смертью рассказывает о деньгах, переданных ему Джорджем для ребенка.
Ранее немного остывший к жене Джордж после пожара вновь вспомнил о своих чувствах; Серена, зорко подмечавшая перемены в его настроении, не захотела верить словам шерифа. Однако, просмотрев бухгалтерские книги, она убедилась в правдивости слов МакДауэлла и приготовила для мужа смертельную западню.
За день до переезда в новый лагерь Джордж празднует свой день рождения; Серена дарит ему винтовку и раскрывает сюрприз: Гэллоуэй приманил для него из заповедника редкую дикую кошку, о которой заядлый охотник Пембертон мечтал очень давно. Помешать ему не смогло даже сильное похмелье – наутро он отправился на охоту. Перед отъездом Пембертон уговаривает Серену на последний подарок для него  – их совместную фотографию.
Проходит полдня – и отравленного ядом, который подмешала в сэндвич Серена, укушенного змеей и получившего несколько травм Пембертона Гэллоуэй оставляет на растерзание хищнику. Но даже перед смертью Пембертон думает только о жене – он видит в этой ситуации испытание, которое он пройдет и вновь завоюет сердце Серены. Он верит, что это Серена пришла спасти его, когда слышит легкие шаги в шуршащей вокруг него траве.
После смерти мужа Серена осуществила свою мечту и переехала в Бразилию. Прошло много лет, и у нее взяли интервью для журнала, которое случайно прочитала Рэйчел. Вскоре после этого Серена Пембертон и Гэллоуэй были зарезаны человеком, изображенным, по утверждению охранника, на старой фотографии, которая висела в гостиной.

## Список персонажей
Серена Пембертон – главная героиня, жена Джорджа Пембертона. Дочь лесозаготовителя; получила нетрадиционное для женщины той поры воспитание и прекрасное образование. Обладает противоречивым характером. Смерть родных стала для нее испытанием, однако свою ранимость она привыкла скрывать под маской «железной леди». Сильная, властная и решительная женщина, она демонстрирует алчность, беспощадность и беспринципность, если кто-то ущемляет ее интересы или задевает ее чувства. 
Джордж Пембертон – муж Серены Пембертон. Волевой, сильный и деятельный мужчина – он продолжает дело отца, участвуя не только в управлении компанией, но и в «полевой работе»: Джордж не считает для себя зазорным выйти на смену с рабочими и наравне с ними валить лес или прокладывать железнодорожные пути. Повествование ведется от его лица, и именно сквозь призму его восприятия мы узнаем Серену Пемебртон. Он бесконечно любит жену и готов отказаться ради нее от своего прошлого.
Рэйчел Хармон – шестнадцатилетняя девушка, которую Джордж Пембертон соблазнил незадолго до знакомства с Сереной. Мать его внебрачного сына. Ее отец, Эйб Хармон, был убит Пембертоном в драке, которую развязал сам, желая отомстить за дочь. Рэйчел пришлось рано повзрослеть и научиться бороться за свою жизнь и жизнь сына. 
Джейкоб Хармон – сын Джорджа Пембертона и Рэйчел Хармон. Именно он отомстил за родителей Серене и Гэллоуэю.
Гэллоуэй – верный помощник Серены, обязанный ей жизнью. Бывший заключенный, отсидевший срок за убийство. Ловкий, крепкий, талантливый следопыт и безжалостный убийца; тем не менее, он очень трогательно заботится о слепой матери, обладающей даром провидения.
Бьюкенен – прежний партнер Пембертона. Был убит Пембертоном на охоте, когда стал мешать им с Сереной.
Уилки – прежний партнер Пембертона. Когда стал мешать Пембертонам, Джордж не стал убивать старика, однако, запугав, убедил продать свою долю по низкой цене и уехать.
Харрис – один из новых партнеров Пембертонов. Попытался обмануть их, и был убит Гэллоуем. Смерть была обставлена как несчастный случай.
Шериф МакДауэлл – шериф Вейнесвилла. Честный служитель закона, возмущенный преступлениями и безнаказанностью Пембертонов. Пытается расследовать совершенные ими убийства, однако после покушения на Хармонов, убийства вдовы Дженкинс и отстранения от должности решается на самосуд.
Снайпс – один из бригадиров в лагере Кэмпбелла. «Доморощенный философ», вместе со своей бригадой раскрывающий подробности работы в лагере Пембертонов.
Эзра Кэмпбелл – управляющий Пембертонов. Честен и справедлив. Попытался сбежать, когда ему надоело покрывать их, и был убит Гэллоуэем.
Доктор Чейни – лагерный доктор, возненавидевший Серену за ее прямолинейность и язвительность. Когда беременная Серена плохо почувствовала себя, не заметил или не захотел замечать угрозу выкидыша, из-за чего Серена потеряла ребенка и возможность родить в будущем. Был жестоко убит Гэллоуэем.
Джоэл Вон – школьный друг Рэйчел Хармон, влюбленный в нее и спасший ей жизнь. После ее побега также покинул лагерь, дальнейшая судьба его неизвестна: либо покончил с собой, либо был убит Гэллоуэем, либо сам инсценировал свое самоубийство.
Преподобный МакИнтайр – священник, работающий лесорубом в бригаде Снайпса. В Серене видит вестницу апокалипсиса.
Аделина Дженкинс – вдова одного из лесорубов, чей муж был укушен гремучей змеей. Помогала Рейчел с ребенком и отказалась выдавать их местонахождение, за что была зарезана Сереной.

## Экранизации
В октябре 2014 года вышла экранизация с Дженнифер Лоуренс и Брэдли Купером в главных ролях.